# Abel Pann
Abel Pann, nascido Abba Pfeffermann (Letônia ou Bielorrússia, 1883 - Jerusalém, 1963) foi um artista judeu europeu que passou a maior parte de sua vida adulta em Jerusalém.